# Yvette Cooper
Yvette Cooper (Inverness, 20 maart 1969) is een Brits politica voor de Labour Party. Zij is sinds 1997 lid van het Britse Lagerhuis voor het district Normanton, Pontefract en Castleford. In het kabinet van Keir Starmer is zij sinds 2024 Home Secretary, minister van Binnenlandse Zaken.  
Zij bekleedde tussen 1999 en 2010 een aantal posten in de regeringen van Tony Blair en Gordon Brown, en was van 2009 tot 2010 minister van Werk en Pensioenen. 
Van 2016 tot 2021 was ze voorzitter van de vaste Lagerhuiscommissie voor binnenlandse zaken. In het schaduwkabinet van Keir Starmer had zij vanaf 2021 de portefeuille binnenlandse zaken, een post die ze van 2011 tot 2015 ook had in het schaduwkabinet van Ed Milliband. 

## Biografie
Cooper studeerde Philosophy, Politics and Economics aan de Universiteit van Oxford (Balliol College), waar ze cum laude afstudeerde. Ze kreeg in 1991 een Kennedy Scholarship om aan de Harvard University te studeren, en ze rondde haar opleiding af met een MSc in economie aan de London School of Economics.
Cooper begon haar loopbaan in 1990 als onderzoeker economisch beleid voor de latere Labour-leider John Smith, op dat moment schaduw-Chancellor of the Exchequer. In 1992 werkte ze in Arkansas voor Bill Clinton, de kandidaat van de Democratische Partij voor het presidentschap van de Verenigde Staten. Later dat jaar werd ze beleidsadviseur voor de toenmalige schaduw staatssecretaris voor Financiën, Harriet Harman.
In 1994 werd ze onderzoeksmedewerker bij het Centre for Economic Performance. In 1995 werd ze hoofdcorrespondent economie van The Independent; ze bleef bij deze krant tot haar verkiezing in het Lagerhuis in 1997.

## Politieke loopbaan
Cooper werd in 1997 bij de Lagerhuisverkiezingen voor het district Pontefract en Castleford in West Yorkshire (tegenwoordig Normanton, Pontefract en Castleford).
Van 1999 tot 2005 was ze ten tijde van de kabinetten Blair-I en Blair-II onderstaatssecretaris bij achtereenvolgens het ministerie van Volksgezondheid, het Lord Chancellor's Office en het Deputy Prime Minister's office. In 2005 werd ze  ten tijde van het Kabinet-Blair III bevorderd tot minister van Huisvesting en Planning; ze hield die functie toen Gordon Brown in 2007 premier werd. In 2008 werd ze benoemd in het Kabinet-Brown als Chief Secretary to the Treasury. In 2009 werd ze minister voor Werk en Pensioenen. 
Nadat Labour de algemene verkiezingen van 2010 had verloren, maakte Cooper van 2010 deel uit van het schaduwkabinet van Ed Miliband met de portefeuille Buitenlandse Zaken. In 2011 werd ze schaduwminister van Binnenlandse Zaken, een post die ze behield tot Labour de Lagerhuisverkiezingen van 2015 verloor en Miliband aftrad als partijleider.
Op 13 mei 2015 kondigde Cooper aan dat ze zich kandidaat zou stellen om Miliband op te volgen als leider van de Labourpartij. Zij kreeg de steun van oud-premier Brown. De leiderschapsverkiezingen werden uiteindelijk gewonnen door Jeremy Corbyn. Cooper nam in september 2015 ontslag uit het schaduwkabinet. Ze was van 2016 tot 2021 voorzitter van de vaste parlementaire commissie voor binnenlandse zaken. 
Tijdens de parlementaire debatten over Brexit streefde Cooper ernaar te voorkomen dat het Verenigd Koninkrijk zonder een overeenkomst de Europese Unie zou verlaten ('no-deal Brexit').  Samen met het  conservatieve parlementslid Oliver Letwin diende zij in april 2019 een wetsvoorstel in dat het het parlement mogelijk zou maken om de regering te dwingen bij de Europese Unie om uitstel van de vertrekdatum te verzoeken. Dit voorstel werd aangenomen.
In het schaduwkabinet van Corbyns opvolger Keir Starmer kreeg ze in november 2021 weer de portefeuille Binnenlandse Zaken. Na de overwinning van Labour bij de Lagerhuisverkiezingen van 4 juli 2024 werd zij Home Secretary - minister van Binnenlandse Zaken - in het kabinet-Starmer.

## Persoonlijk
Cooper is sinds 10 januari 1998 getrouwd met Labour politicus Ed Balls. Zij waren tussen 2008 en 2010 het eerste echtpaar waarvan beide partners tegelijk lid waren van het kabinet. 

## Publicaties
- She Speaks: The power of Women's voices (2019)
- She Speaks: Women's Speeches That Changed the World, from Pankhurst to Greta (2020)

## Externe bronnen
- Profiel Yvette Cooper op website Lagerhuis.

- Gemeinsame Normdatei: 111526320X
- Library of Congress Control Number: n2016053398
- Système universitaire de documentation: 19644182X
- Union List of Artist Names: 500291834
- Virtual International Authority File: 172534903